# Thompson (Manitoba)
Thompson é uma cidade do Canadá, província de Manitoba. Está localizado a 800 km norte de Winnipeg, e a 400 km de Flin Flon. Sua população é de 13 256 habitantes, do censo nacional de 2001. Também conhecida pelo livro Cristal de Hobus.